# Лілія Кессельрінга
Лілія Кессельрінга (лат. Lilium kesselringianum) — вид багаторічних трав'янистих рослин роду лілія (Lilium) родини лілійних (Liliaceae).

## Назва
Видову назву лілія отримала на честь ботаніка Фрідріха Вільгельма Кессельрінга (1876-1966), який домігся цвітіння рослини в культурі.

## Опис
Багаторічна трав'яниста рослина заввишки 60-100 см. Цибулини яйцеподібні. Листки чергові, сидячі, лінійно-ланцетної форми. Суцвіття
пірамідальне, пухке. Квітки жовто-солом'яного кольору, приймочки і тичинки фіолетові, темні. Плід — коробочка. Цвіте у червні—липні.
Росте на галявинах і луках в лісовому поясі, також трапляється на субальпійських високогірних луках, від рівня моря і до високогір'я кавказьких гір.

## Ареал
- Росія (Краснодарський і Ставропольський краї, Кабардино-Балкарія)
- Грузія
- Туреччина

## Охоронний статус
Вразливий вид. Занесений до червоної книги Росії та Краснодарського краю. Вимирає у зв'язку з поїданням цибулин дикими тваринами, а також через викопування цибулин садівниками і збір квітучих рослин на букети.